# كاشي الخالد
كاشي الخالد (الروسية: Каще́й Бессме́ртный) هو فيلم سوفيتي صوّر بتقنية الأبيض والأسود، تم عرض الفيلم في استوديو Союздетфильм سوزدات-فلم في عام 1944 ثم صدر الفيلم في 27 مايو من عام 1945، وقد تم ترميمه في عام 1980، وفي عام 2014 بحلول الذكرى السنوية السبعين للفيلم قامت الشركة المنتجة بتحديثه عبر إضافة الألوان إلى الفيلم.

## روابط خارجية
- كاشي الخالد على موقع IMDb (الإنجليزية)
- كاشي الخالد على موقع أول موفي (الإنجليزية)
- كاشي الخالد على موقع فيلمافينيتي (الإسبانية)
- كاشي الخالد على موقع قاعدة بيانات الفيلم (الإنجليزية)
- كاشي الخالد على موقع ليتربوكسد (الإنجليزية)
- كاشي الخالد على موقع كينوبويسك (الروسية)